# Chrétien Édouard Caspari
Chrétien Édouard Caspari, né le 13 septembre 1840 à Sainte-Marie-aux-Mines et mort le 9 décembre 1918 à Paris 5e, est un ingénieur hydrographe de la Marine et astronome français.

## Biographie
Son père, Chrétien Édouard Caspari, était pasteur de la paroisse luthérienne de Sainte-Marie-aux-Mines, auteur d'ouvrage de théologie. Sa mère est née Caroline-Marguerite Debs.
Il arrive à Paris en 1858, il suit le cours de mathématiques spéciales au Collège Sainte-Barbe; Il entre à Polytechnique en 1860, il entre dans le corps des ingénieurs hydrographes le 1er octobre 1862. Ingénieur hydrographe de 1862 à 1902, il travaille sur les côtes de France, en Guadeloupe, dans le golfe de Siam, en Annam et au Tonkin.
De 1863 à 1867, il est chargé de diverses missions sur les côtes de la France et de l'Espagne. Il embarque sur le Pique, aviso à bord duquel il fait pendant deux ans une campagne hydrographique sur les côtes de la Guadeloupe. En dehors des travaux hydrographiques qui sont l'objet principal de la mission et qui donne lieu à la publication de cartes, Caspari publie un mémoire sur la géographie physique de la Guadeloupe.
En 1870-1871, Pendant le siège de Paris, il rend des services, avec la plupart de ses collègues, à la défense nationale en prenant part aux opérations militaires, ce qui lui vaudra la Légion d’honneur. Après la guerre, il remplit de nouvelles missions sur les côtes de la France et part ensuite pour l'Indochine, où pendant près de deux ans il explore et fait le relevé du littoral de l'Annam.
Avant de venir se fixer à Paris, au mois d'octobre 1876, il parcourt la Crimée, la Transcaucasie, la Perse, l'Allemagne, l'Autriche, l'Italie, la Suisse, la Belgique et l'Angleterre.
En 1878, Caspari, obtient le prix Montyon (mécanique) pour ses études sur le mécanisme et la marche des chronomètres.
En 1885, sa dernière mission lointaine dans le détroit de Bab-el-Mandeb a pour but l'étude de Cheik-Saïd; au cours de ce voyage il effectue un relevé rapide du golfe de Tadjoura et des abords d'Obock.
Définitivement fixé à Paris où il est successivement chargé du service des mers de Chine et des mers des Indes, puis de celui de l'hydrographie générale, Caspari se consacre à des études scientifiques qui ont porté sur la chronométrie, l'inertie en spirale, l'influence des résistances, le balancier compensateur, etc. il travaille sur les chronomètres de marine et la météorologique nautique.
Caspari est membre de la Société de Géographie de Paris depuis 1882, bibliothécaire du Muséum d'Histoire Naturelle depuis 1888, membre de la Commission centrale de la Société de Géographie depuis 1889. Il préside cette Commission en 1894.
Il est nommé ingénieur général de première classe, équivalent de général de division, le 1er janvier 1891, retraité en 1902.
Caspari a été président de la Société astronomique de France de 1905 à 1907. Il a écrit de nombreux articles pour le Dictionnaire de géographie universelle de Louis Vivien de Saint-Martin et Roussiet. L'ouvrage qui a le plus contribué à faire connaître son nom est son volume intitulé les Races et les peuples de la Terre, paru en 1900.

## Publications
- Météorologie nautique, avec Charles Martin Ploix, Paris, Imprimerie Nationale 1874.
- Carte générale de la Guadeloupe levée en 1867-68-69 par M.M. E. Ploix, ingénieur hydrographe de la Marine et Caspari, sous-ingénieur hydrographe, 1875.
- Plan de l'embouchure de la Seine (environs du Havre) levé en 1875, par M. X. Estignard, assisté de MM. E. Ploix, Hatt et Caspari, 1878, lire en ligne sur Gallica.
- Les Chronomètres de Marine, 1884, Gauthier-Villars, 203 p.
- Cours d'astronomie pratique - application à la géographie et a la navigation, Gauthier-Villars, 1889.
- Cours de mécanique et machines, avec Émile Sarrau et Georges Simart, École polytechnique, Paris, 1890-1892.

## Sources
- G. G., « Chrétien Édouard Caspari », La Géographie : bulletin de la Société de géographie, vol. 32, no 5,‎ 1918, p. 370- (lire en ligne sur Gallica).